# Криштоф I Баторі
Криштоф I Баторі (угор. Báthory Kristóf, 1530 — 27 травня 1581) — великий  князь Трансильванії в 1576—1581 роках.

## Життєпис

### Молоді роки
Походив з впливового угорського клану Баторі, роду Баторі-Шомльо. Син Іштвана Баторі, воєводи Трансильванії, та Каталіни Телегді. Народився 1530 року в родовому замку Шиладь-Шомльо. Початкову освіту здобув під орудою старшого брата Андраша і палатина Тамаша Надашді. Потім навчався в університетах Англії, Франції, Італії, Іспанії та Німеччини. деякий час був пажем імператора Карла V Габсбурга.

### Кар'єра
Після повернення наприкінці 1550-х років поступив на службу угорської правительки Ізабелли Ягеллонки. 1557 року очолювавпосольство до Генріха II, короля Франції. З 1559 року стає одним з наближених радників короля Яноша II Жигмонда.
1562 році переконав короля продовжувати боротьбу проти повсталих на чолі із Мельхіором Балассою, що планував передати владу у Східно-Угорському королівстві імператорові Священної Римської імперії Фердинанду I Габсбургу. 1565 році завдав поразки імператорському полководцю Лазарю фон Швенді, змусивши того відступити від Хуста.
1571 році після зречення Яна II Жигмонда допоміг обранню князем Трансильванії свого брата Стефана. Потім сприяв перемозі над Каспаром Бекешем, що мав претензії на трон. Призначений капітаном Варада. 1572 року родина Баторі отримала від османського султана підтвердження спадкових прав на Трансильванію. 1575 року Криштофа Баторі призначено воєводою Трансильванії на час перебування Стефана Баторі у Польщі.

### Володар Трансильванії
1576 року після того, як його брат Стефан Баторі став королем Речі Посполитої, Криштоф отримав трон Трансильванії, але вимушений був погоджувати зовнішні дії зі спеціальною канцелярією в Кракові.
Завдяки дипломатичному хисту попередив будь-які вторгнення до своїх володінь. багато уваги приділялося зміцненню укріплень й замків, зокрема в 1577 році в Хусті. Завдяки цьому починається стрімкий розвиток господарства і торгівлі.
1577 року на прохання Стефана Баторі надав військову допомогу поваленому молдавському господареві Петру VI проти Івана Підкови. 1578 року відправив 5 тис. піхотинців на допомогу братові, що вів тоді війну з Московським царством.
Загалом дотримувався релігійного миру. Він запросив до Трансильванії одного з проповідників антритринаризму Фаусто Соцціні. Водночас протегував єзуїтам і доручив їм виховання свого сина Жигмонда, який вже за життя батька був призначений спадкоємцем трону. Помер Кристоф Баторі 1581 року.

## Меценатство
Сприяв розвитку живопису і архітектури. Було перебудовано за останніми вимогами європейської моди маєтки і палаци баторі. запрошувалися скульптори й художники. Замки і фортеці стали своєрідними і вельми вражаючими архітектурними пам'ятниками епохи і стилістики Ренесансу.

## Родина
1. Дружина — Катерина Даницька
Діти:
- Балтазар (д/н— 1577)
- Міклош (1567—1576)

2. Дружина — Ержбета, донька Дйордя Бочкаї
Діти:
- Гризельда (1569—1590), дружина великого коронного канцлера Речі Посполитої Яна Замойського
- Жигмонд (1572—1613), великий князь Трансильванії